# Orgyia kendalli
Orgyia kendalli är en fjärilsart som beskrevs av Riotte 1972. Orgyia kendalli ingår i släktet fjädertofsspinnare, och familjen tofsspinnare. Inga underarter finns listade i Catalogue of Life.